# Pustinjski vrabac
Pustinjski vrabac (lat. Passer simplex) nalazi se u pustinjskim dijelovima sjeverne i srednje Afrike (Passer simplex saharae) te manjim područjima Irana i Rusije (Passer simplex zarudnyi).  

## Opis
Dug je 13.5 cm, a težak 19-21 grama. Ima raspon krila 22-25 cm. Hrani se raznim sjemenkama i kukcima. Populacija ove ptice je nepoznata. Ne boji se ljudi

### Razmnožavanje
Pustinjski vrabac gnijezdi se u blatnim zidovima. Berberi grade kuće s rupama u zidovima s namjerom iskazivanja dobrodošlice pustinjskim vrapcima; ako vrabac koji ima gnijezdo u njihovoj kući pjeva cijeli dan, to je znak dobrih vijesti u budućnosti. Tuarezi, koji pustinjskoga vrapca zovu moula-moula, također smatraju da im donosi sreću ako se gnijezdi u blizini njihovoga naselja. Ženka u gnijezdo polaže 2-5 jaja. Jaja su teška 2.24 grama. Ptići se izlegnu iz jaja za 12-13 dana. Napuštaju roditelje s 12-14 dana starosti. 

## Vanjske poveznice
- Pustinjski vrabac u Maroku  Arhivirana inačica izvorne stranice od 10. ožujka 2007. (Wayback Machine)

## Drugi projekti
|  | Zajednički poslužitelj ima stranicu o temi Pustinjski vrabac |
|  | Wikivrste imaju podatke o taksonu Pustinjskom vrapcu         |